# San Juan (Volk)

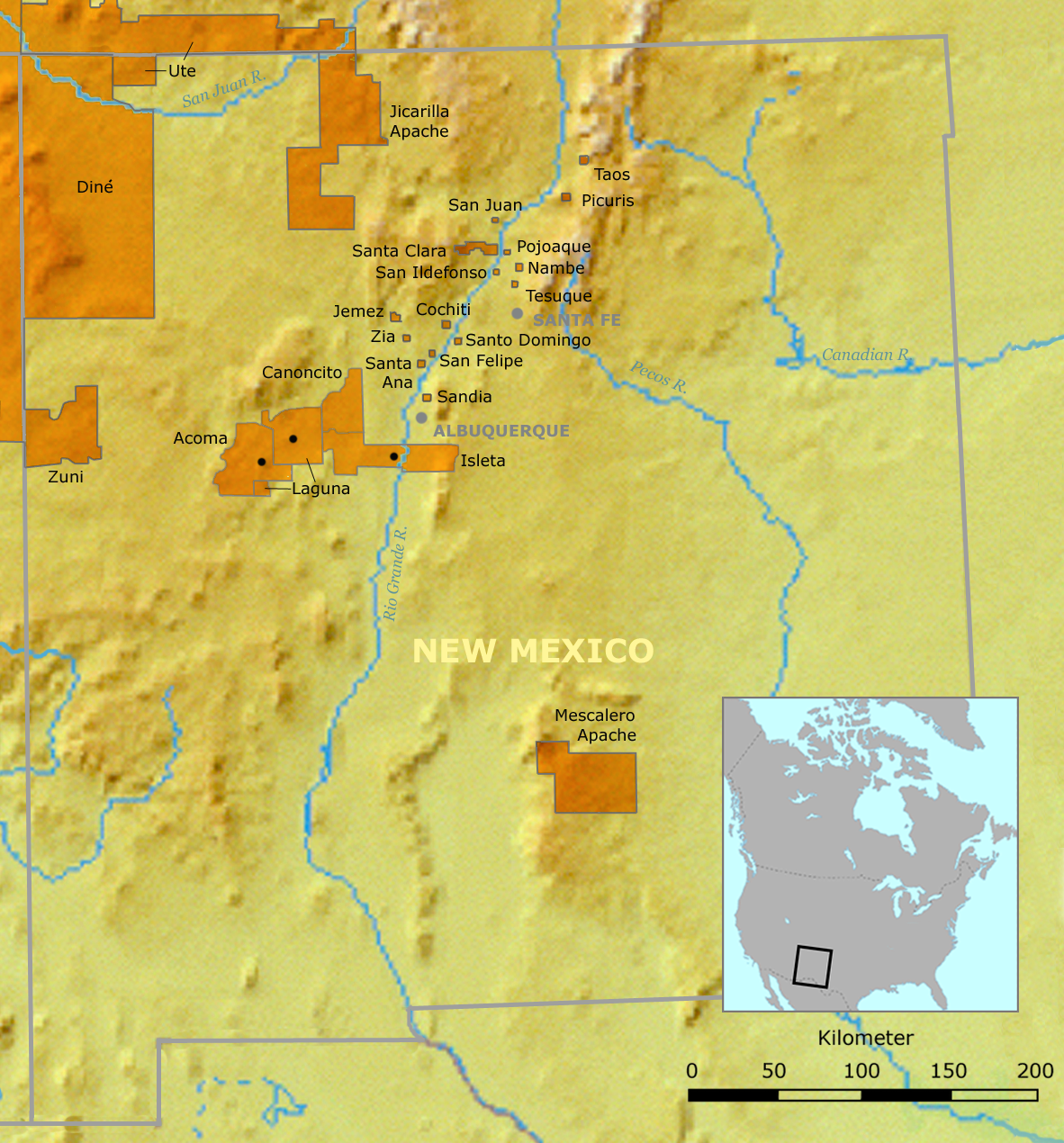
Lage des San-Juan-Pueblos, benachbarter Pueblos und Reservate in New Mexico

Die Bewohner von San Juan (Ohkay Owingeh Pueblo) sind Pueblo-Indianer und sprechen Tewa, eine Sprache aus der Kiowa-Tano-Sprachfamilie. San Juan ist der spanische Name für Sankt Johannes. Die Spanier benannten ihre Missionen nach Heiligen der katholischen Kirche. Der indianische Eigenname lautet Oke, dessen Bedeutung aber unbekannt ist. Der Pueblo liegt im Südwesten der USA, am Zusammenfluss von Rio Grande und Chama River im Norden New Mexicos. San Juan ist der größte der Tewa sprechenden Pueblos und wird seit 1300 n. Chr. ununterbrochen bewohnt.

## Geschichte
Im Jahre 1598 errichtete Juan de Oñate die erste Hauptstadt New Mexicos in diesem Pueblo. Im folgenden Jahr verlegten die Spanier ihr Hauptquartier auf die andere Seite des Flusses in das Dorf Yunqueyunque (Dorf am Hohlweg). Die Einwohner von Yunqueyunque überließen ihren Pueblo den Spaniern und übersiedelten nach San Juan. Die Spanier waren von der Gastfreundschaft San Juans so beeindruckt, dass sie dem Pueblo den Namen San Juan de los Caballeros verliehen.
Die Anfangsperiode des guten Willens änderte sich bald in einen Zustand der Unzufriedenheit und Feindschaft, als die Indianer die Härte der spanischen Gesetze erlebten. Die Unterdrückung der einheimischen Religion gipfelte 1675 in der Verurteilung von 47 Indianerführern aus mehreren Pueblos, die der Hexerei beschuldigt und ausgepeitscht wurden. Unter ihnen war Popé, ein Medizinmann aus San Juan, der später den Pueblo-Aufstand von 1680 plante, organisierte und durchführte und in dessen Verlauf die spanischen Kolonisten aus dem Tal des Rio Grande vertrieben wurden. Dieses war das einzige Mal, bei dem sich die Pueblos vereinigt hatten, um ein gemeinsames Ziel zu erreichen.
Danach versuchte Pope, das Land von spanischen Einflüssen zu befreien und die Pueblos zur alten Lebensweise zurückzuführen, aber seine Methoden wurden so tyrannisch, dass er schon bald die Unterstützung des Volkes verlor. Die Indianer kehrten zu den früheren Dorfautoritäten zurück und die Idee einer intertribalen Zusammenarbeit ging verloren. Dieser Mangel an Einigkeit verhalf Diego de Vargas zur Rückeroberung von New Mexico.

## Lebensweise und Kultur
Heute befindet sich San Juan in einer Übergangssituation und hat viele interne Probleme zu lösen. Die eine Hälfte der Bevölkerung hat den Pueblo verlassen, um in den städtischen Zentren Arbeit zu suchen. Die Daheimgebliebenen arbeiten als Farmer oder finden Teilzeit- oder Saisonjobs auf den Farmen. Es gibt fast keine Berufsaussichten für gebildete junge Leute im Pueblo; ebenso wenig haben sie Stimmrecht in Dorfangelegenheiten, weil die weltlichen Funktionäre von den religiösen Führern ernannt und nicht gewählt werden. Das hat eine geringe Unterstützung der ernannten Offiziellen im Dorf zur Folge.
Trotz dieser Spannungen gibt es eine wachsende Zahl zeremonieller Aktivitäten des Pueblos und einige Rituale sind wieder belebt worden. Außerdem hat es eine Renaissance der Künste und des Handwerks in San Juan gegeben; holzgeschnitzte Tanzfiguren, Stickereien und Körbe werden jetzt hergestellt, dazu kommt eine wachsende Zahl an Töpferwaren. Im Jahr 2000 ergab der US-Zensus 226 Bewohner in dem rund 50 km² großen Reservat.